# Gesetz zur Reform der strafrechtlichen Vermögensabschöpfung
Das Gesetz zur Reform der strafrechtlichen Vermögensabschöpfung ist ein umfangreiches Artikelgesetz zur Reform des Rechts der strafrechtlichen Vermögensabschöpfung in Deutschland. Es trat am 1. Juli 2017 in Kraft. Initial angestoßen wurde die Reform 2013 vom damaligen Senator für Justiz- und Verbraucherschutz des Landes Berlin, Thomas Heilmann.
Mit dem Gesetz wird die Richtlinie 2014/42/EU in innerstaatliches Recht überführt. Das Gesetz regelt darüber hinaus das Recht der strafrechtlichen Vermögensabschöpfung und die vorgelagerten Sicherungsmaßnahmen vollständig neu. Unter anderem wurde § 43a StGB zur Verhängung einer Vermögensstrafe aufgrund der Entscheidung des Bundesverfassungsgerichts vom 20. März 2002 aufgehoben.

## Richtlinie 2014/42/EU
Um dem Streben nach Profit als der wichtigsten Triebfeder der grenzüberschreitenden organisierten Kriminalität, einschließlich mafiaähnlicher krimineller Organisationen, wirksam zu begegnen, sollten die zuständigen Behörden mit der EU-Richtlinie 2014/42/EU die rechtlichen Mittel erhalten, um die aus Straftaten erlangten Erträge ermitteln, sicherstellen, verwalten und einziehen zu können. Die Erträge aus Straftaten sollten neutralisiert und die Strafverfolgung in bestimmten Fällen auf alle Vermögensgegenstände, die aus kriminellen Handlungen stammen, ausgeweitet werden. Die Richtlinie zielt insbesondere auf Straftaten wie Beamtenbestechung, Geldwäsche, Drogen- und Menschenhandel sowie erpresserische Angriffe auf fremde Informationssysteme.
Die Richtlinie legt entsprechende Mindestvorschriften für die Einziehung von Vermögensgegenständen in Strafsachen fest sowie für die Sicherstellung solcher Vermögensgegenstände im Hinblick auf deren etwaige spätere Einziehung. Sie sollte spätestens bis zum 4. Oktober 2016 in nationales Recht umgesetzt werden. Deutschland gehört zu denjenigen Mitgliedstaaten, die die Richtlinie nicht fristgemäß umgesetzt haben. Vertragsverletzungsverfahren hat die Europäische Kommission jedoch nur gegen Bulgarien, Luxemburg und Rumänien eingeleitet.

## Gesetz zur Reform der strafrechtlichen Vermögensabschöpfung

### Inhalt
Mit der „Einziehung von Taterträgen bei Tätern und Teilnehmern“ gibt es in §§ 73 ff. StGB n.F. nur noch ein einheitliches Rechtsinstitut, mit dessen Hilfe inkriminierte Vermögenswerte abgeschöpft werden können. Die bisherige Unterscheidung zwischen Verfall und Einziehung ist mit Wirkung zum 1. Juli 2017 hinfällig geworden. Verfall war die Abschöpfung dessen, was ein Straftäter aus einer rechtswidrigen Tat erlangt hat. Einziehung hingegen bezog sich auf Tatwerkzeuge und die durch die Tat hervorgebrachten Gegenstände. Mit der Reform gibt der Gesetzgeber die Unterschiede auf und schafft das einheitliche Rechtsinstitut der „Einziehung“.
Kernstück der Reform ist aber die grundlegende Neuregelung der Opferentschädigung. Die Ansprüche der Tatgeschädigten werden grundsätzlich im Strafvollstreckungsverfahren durch die Staatsanwaltschaft befriedigt. Nach Rechtskraft des Strafurteils werden die sichergestellten Vermögensgegenstände verwertet und der Erlös an den oder die Verletzten ausgekehrt. Ist der aus der Tat erlangte Gegenstand noch vorhanden, wird er im Urteil eingezogen und an den Geschädigten zurückübertragen. Das war gem. § 72 Abs. 2 Satz 2 StGB a.F. nicht möglich, wonach bereits das Bestehen von Drittansprüchen zum Ausschluss des Verfalls führte. Für die zivilrechtliche Durchsetzung ihrer Ansprüche mussten die Tatopfer selbst sorgen und in einem gesonderten strafprozessualen Verfahren die Zulassung der Zwangsvollstreckung erreichen.
In sog. Mangelfällen, in denen der Wert des gesicherten Gegenstandes oder des durch dessen Verwertung erzielten Erlöses nicht ausreicht, um die Ansprüche aller Verletzten zu befriedigen, kann der Rechtspfleger einen Antrag auf Eröffnung des Insolvenzverfahrens über das Vermögen des Verurteilten stellen (§ 111i Abs. 2 StPO, § 31 Abs. 1 Nr. 3 RPflG).

### Verfassungsmäßigkeit
Nach Art. 316h Satz 1 EGStGB n.F. ist die Anordnung der Einziehung des Tatertrages oder des Wertes des Tatertrages auch in Fällen zulässig, in denen hinsichtlich der rechtswidrigen Taten, aus denen der von der selbständigen Einziehung Betroffene etwas erlangt hat, bereits vor dem Inkrafttreten der Neuregelung am 1. Juli 2017 Verfolgungsverjährung (§ 78 Abs. 1 Satz 1 StGB) eingetreten war. Diese Regelung verstieß nach der Überzeugung des Bundesgerichtshofs zwar nicht gegen Art. 103 Abs. 2 GG, jedoch gegen das allgemeine rechtsstaatliche Rückwirkungsverbot. Mit Beschluss vom 7. März 2019 hatte der 3. Strafsenat daher entschieden, im Rahmen einer konkreten Normenkontrolle (Richtervorlage gemäß Art. 100 Abs. 1 GG) eine Entscheidung des Bundesverfassungsgerichts einzuholen, welches die Reglung am 5. März 2021 ausnahmsweise wegen überragender Belange des Gemeinwohls für zulässig und mit dem Grundgesetz vereinbar erklärte.
Auch die Ausdehnung der erweiterten Einziehung von Vermögen unklarer Herkunft (§ 73a StGB) wird in der Strafrechtsliteratur als verfassungswidrig angesehen. Die selbständige Einziehung nach § 76a Abs. 4 StGB (non conviction based confiscation) erlaubt die Einziehung von aus rechtswidrigen Taten herrührenden Gegenständen auch dann, wenn der Betroffene nicht wegen der Straftat verurteilt werden kann, solange das Erlangte aus den dort genannten Katalogstraftaten herrührt.
Der Bundesregierung liegen bislang keine belastbaren Erkenntnisse über etwaige Schwierigkeiten bei der Anwendung der am 1. Juli 2017 in Kraft getretenen Reform vor. Im Jahr 2017 sind nach Angaben des Statistischen Bundesamtes in Deutschland Vermögensgegenstände im Wert von 198.646.000 Euro eingezogen worden. Die Bundesregierung befindet sich nach eigenen Angaben in Anbetracht einer möglichen Verfassungswidrigkeit im Austausch mit den Ländern, dem Generalbundesanwalt und dem Bundesgerichtshof.
Die Neue Richtervereinigung fordert unter anderem eine Evaluierung der praktischen Anwendung des neuen Einziehungsrechts im Hinblick auf alle Vorschriften, die ein Absehen von der Einziehungsentscheidung erlauben (§ 421 StPO). Insofern scheine es nicht nur zwischen den einzelnen Bundesländern, sondern auch innerhalb der Bundesländer erhebliche Unterschiede zu geben.

### Rechtspolitik
Am 15. Oktober 2020 stellte Christine Lambrecht der Presse den Referentenentwurf zur Novellierung der Strafprozessordnung und anderer Gesetze vor. Unter anderem ist eine Nachsteuerung im Bereich der Reformen des Strafverfahrens seit 2017 vorgesehen, bei der Vermögensabschöpfung durch punktuelle Änderungen im StGB, in der StPO, im RPflG, im EGStGB, in der AO und im EGAO. Insbesondere soll der Ausschlusstatbestand des § 73e Abs. 1 StGB ergänzt werden.

## Verordnung (EU) 2018/1805
Am 19. Dezember 2020 trat die Verordnung (EU) 2018/1805 über die gegenseitige Anerkennung von Sicherstellungs- und Einziehungsentscheidungen in Kraft. Damit erließ der europäische Gesetzgeber erstmals eine in den Mitgliedstaaten unmittelbar geltende Verordnung, um eine gegenseitige Anerkennung strafjustizieller Entscheidungen zu bewirken.
Die Durchführungsvorschriften zu dieser Verordnung wurden im Elften Teil des Gesetzes über die internationale Rechtshilfe in Strafsachen (IRG) umgesetzt (§§ 96a bis e IRG).